# Opera Software
Opera Software (voluit: Opera Software ASA) is een Noors internetbedrijf, vooral bekend van webbrowsers als Opera, Opera Mobile en Opera Mini. Het bedrijf is lid van W3C.
Opera Software werd opgericht op 22 juni 1995. Het hoofdkantoor is gevestigd in Oslo. Daarnaast zijn er kantoren in Zweden, Polen, China, Japan, Zuid-Korea, Australië, Rusland, Oekraïne, IJsland, Singapore, Taiwan en de Verenigde Staten.
Op 10 februari 2016 deed een groep van Chinese investeerders een bod van 1,2 miljard Amerikaanse dollar (8,31 dollar per aandeel) om het bedrijf te kopen. Deze overeenkomst werd naar verluidt niet wettelijk goedgekeurd. Op 18 juli 2016 kondigde Opera Software aan dat ze Opera, privacy- en performantie-apps hadden verkocht aan Golden Brick Capital Private Equity Fund I Limited Partnership (een consortium van Chinese investeerders waaronder Qihoo 360), voor een bedrag van 600 miljoen Amerikaanse dollar. Deze transactie van Opera's consumentenactiviteiten werd goedgekeurd op 31 oktober 2016 door het Committee on Foreign Investment (Commissie buitenlandse investeringen) in de Verenigde Staten. Op 4 november 2016 werd de overname door Golden Brick Capital Private Equity Fund I L.P. afgerond.

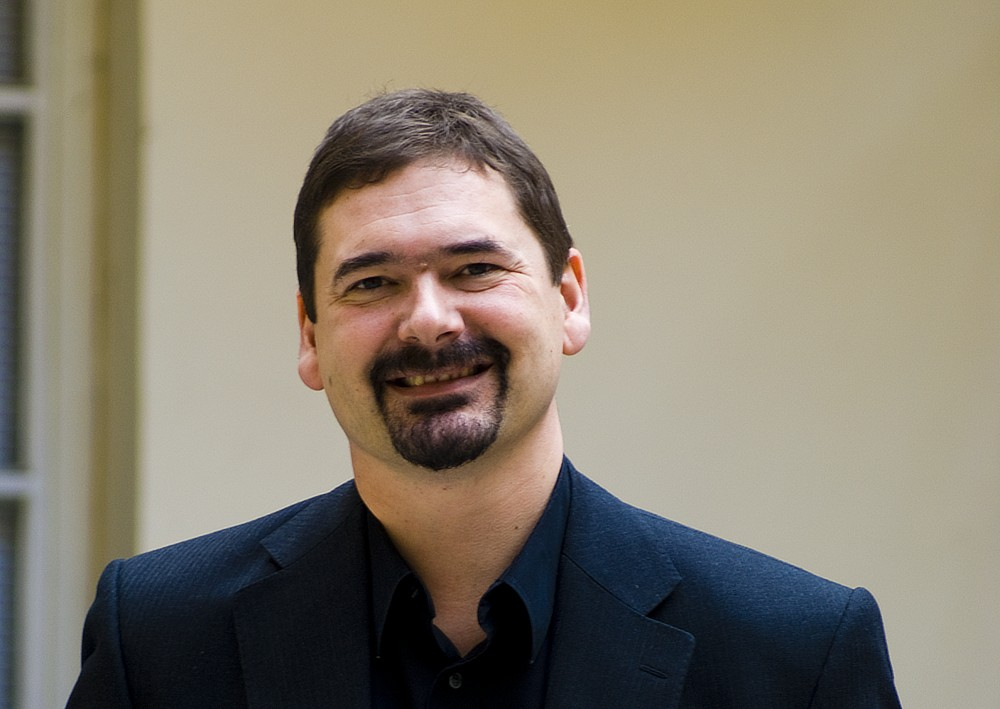
De mede-oprichter van Opera Software, Jon Stephenson von Tetzchner.

## Ontwikkelde software
- Opera
- Opera Mail
- Opera Mini
- Opera Mobile